# Khalid Ismaïl
Khalid Ismaïl Mubarak (arab. خالد اسماعيل مبارك') (ur. 7 lipca 1965) – emiracki piłkarz grający na pozycji pomocnika.

## Kariera klubowa
Podczas Mistrzostw Świata 1990 występował w klubie Khaleej FC.

## Kariera reprezentacyjna
Khalid Ismaïl występował w reprezentacji ZEA w latach osiemdziesiątych i dziewięćdziesiątych.
W 1985 roku uczestniczył w przegranych eliminacjach Mistrzostw Świata 1986. W 1988 uczestniczył w Pucharze Azji.
W 1989 roku uczestniczył w zwycięskich eliminacjach do Mistrzostw Świata 1990. Na Mundialu wystąpił w dwóch spotkaniach z: reprezentacją RFN, w którym strzelił jedyną bramkę dla ZEA oraz reprezentacją Jugosławii.
W 1992 roku ponownie uczestniczył w Pucharze Azji, na którym ZEA zajęły czwarte miejsce.